# ヒメウスユキソウ
ヒメウスユキソウ（駒薄雪草、別名：コマウスユキソウ、学名：Leontopodium shinanense）は、ウスユキソウ属の多年草。

## 分布
中央アルプス（木曽山脈）の花崗岩礫地の固有種 。将棊頭山から仙涯嶺にかけての高山帯に分布する。
田中澄江が『花の百名山』の著書で、木曽駒ヶ岳を代表する高山植物の一つとして紹介した。その産地が限られていることや個体数の少ないことから、長野県が2002年に、絶滅危惧IA類に指定した。学名の「shinanense」は「信濃」を意味し、長野県を代表する高山植物の一つである。宮田村の特別シンボルに指定されている。

## 特徴
日本産のウスユキソウ属のなかではもっとも小型で、茎の高さは4～15cm。頭花は2～3個。開花時期は7～8月。エーデルワイスに似た花と称されることがある。

## 近縁種
以下の近縁種がある 。
- セイヨウウスユキソウ（西洋薄雪草、エーデルワイス） Leontopodium alpinum syn. Leontopodium nivale subsp. alpinum
- エゾウスユキソウ（蝦夷薄雪草） Leontopodium discolor
- ハヤチネウスユキソウ（早池峰薄雪草） Leontopodium hayachinense
- ミヤマウスユキソウ（深山薄雪草） Leontopodium fauriei

## 関連画像
- ヒメウスユキソウ （咲始め）
2007年7月・木曽駒ヶ岳
- ヒメウスユキソウ
2003年8月・木曽駒ヶ岳
- ヒメウスユキソウの群生
2002年8月・木曽駒ヶ岳